# アレクサンデル (ポーランド王)
アレクサンデル（ポーランド語表記：Aleksander Jagiellończyk / リトアニア語表記：Aleksandras Jogailaitis, 1461年8月5日 - 1506年8月19日）は、リトアニア大公（アレクサンドラス、在位：1492年 - 1506年）、ポーランド王（在位：1501年 - 1506年）。カジミェシュ4世とローマ王アルブレヒト2世の娘エリーザベトの4男。ボヘミア王兼ハンガリー王ウラースロー2世、ヤン1世の弟、ジグムント1世の兄。

## 生涯

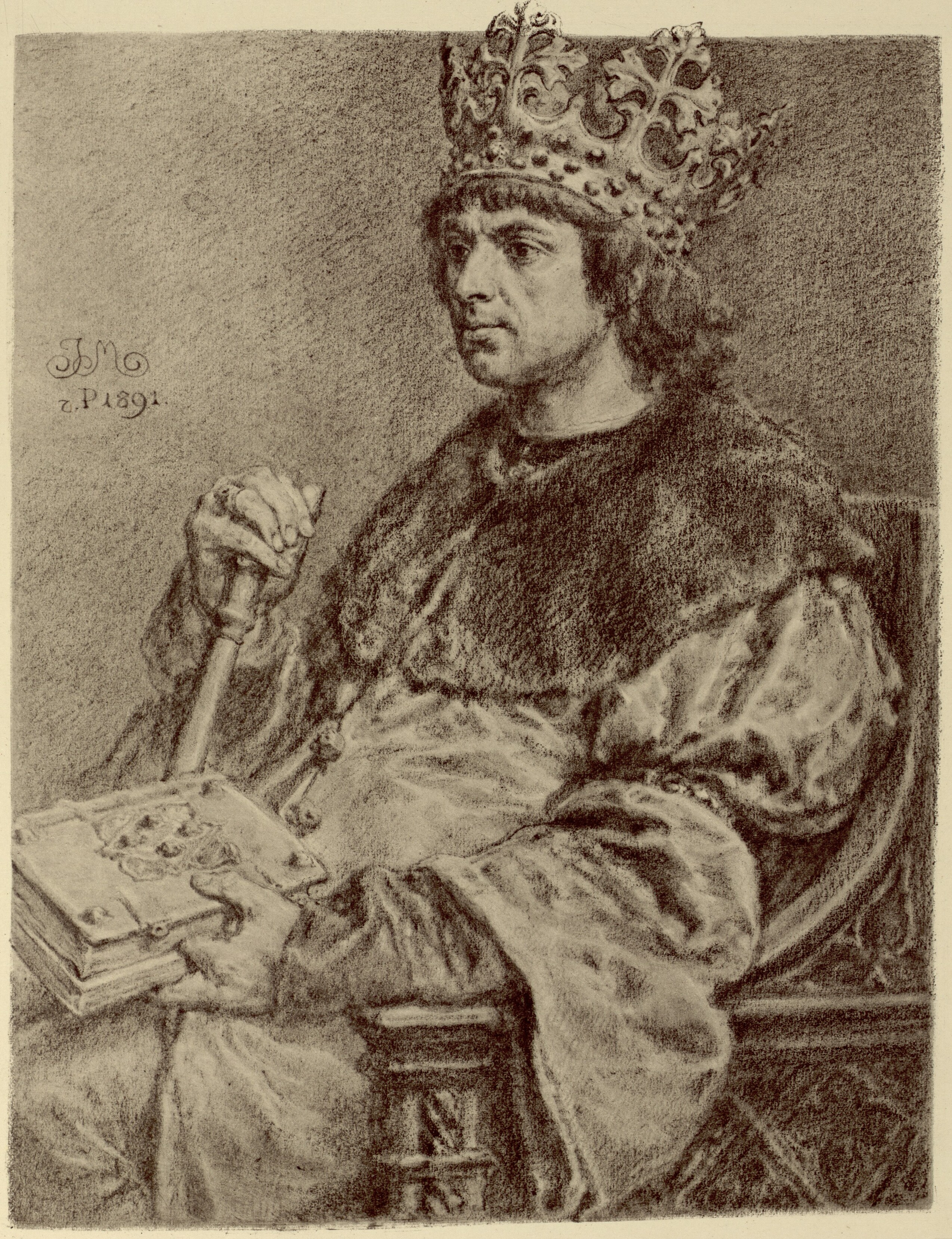
ヤン・マテイコによる肖像画

1492年に父が死ぬと、次兄ヤン1世がポーランド王位を、アレクサンデルがリトアニア大公位を別々に継承したが、1501年に兄が嗣子を残さず急死したことで、アレクサンデルがポーランド王を兼位するに至った。
アレクサンデルは国家歳入の不足を解消するため、元老院やシュラフタらの貴族層に低姿勢を取り続けた。このことは国王から貨幣鋳造権をはじめとする諸特権を奪い、国王を従属的な立場に追い込もうとする貴族階級に有利に働いた（このためアレクサンデルの治世はポーランドの歴代国王の中で最も歳入の多い時期の一つだった）。また国王は西部国境でドイツ騎士団に対抗出来なかったばかりか、リトアニア大公国内に侵入してきたモスクワ大公イヴァン3世及びクリミア・タタールを撃退することにも失敗した。リトアニア方面での成功としては、スモレンスクその他の要塞都市を防衛できたこと、1500年のヴェドロシャの戦いの後、妻エレナを介して義父イヴァン3世と休戦協定を結んだことくらいである。この休戦条約において、リトアニア側は領土のおよそ3分の1を勃興期のモスクワ国家に割譲することになった。
アレクサンデルの治世中、ポーランドは南方の属国モルドヴァ公国の反抗という屈辱的な状況に直面していたが、1504年にモルドヴァのホスポダル・シュテファン3世が死んだおかげで、ポーランドは勢力圏の喪失をドナウ川流域までに抑えることが出来た。また、ローマ教皇ユリウス2世はアレクサンデルに友好的で、少なくとも29以上の教書を発してペトロ献金を始めとする様々な財政援助を行い、ドイツ騎士団によるポーランドへの攻撃を抑えるのに協力した。
ポーランド語を十分に習得していなかったアレクサンデルは意思疎通の問題からポーランドにまったく馴染めず、主としてリトアニア人の友人達が王の寵愛をこうむった（但し、ヴィリニュス在住時代にはポーランド人でクラクフ大学教授であったアルベルト・ブルゼフスキが1495年より、1497年に亡くなるまで大公国の外交を任されていた）。寵臣の中で最も有名なのはリトアニアの富裕なマグナート・ミハウ・グリンスキで、彼は1506年8月5日、クレツァクでクリミア・タタールを撃破して、この戦勝を当時ヴィリニュスで死の床にあったアレクサンデルの最後の業績として残した。14日後の8月19日に45歳で亡くなり、弟のジグムント1世が後を継いだ。
アレクサンデルには少なくとも嫡出の王子が一人いた可能性があるが、詳しい事はよく分かっていない。またアレクサンデルはゲディミナス朝の流れをくむヤギェウォ朝の中で、先祖伝来の母語であるリトアニア語を話せた最後の統治者となった。アレクサンデルの死後、王家のメンバーは全てポーランド語を母語とする人物になり、ヤギェウォ朝のポーランド化は決定的となった。

## 遺物
アレクサンデルの王冠は後世まで伝えられたが、第二次世界大戦の勃発により行方不明となった。この王冠は、2025年までにリトアニアのビリニュス大聖堂から発見されている。